# Walking Tall (película de 2004)
Walking Tall es un remake dirigido en 2004 de la película de mismo título de 1973, en la cual el sheriff Bufford ponía en orden su pequeño pueblo natal. Esta película relata la misma historia, pero adaptada al año de su producción y con algunos cambios de guion.

## Sinopsis
Chris Vaughn (Dwayne Johnson), es un ex sargento de las fuerzas especiales americanas que, tras retirarse, decide volver a su ciudad natal para reencontrarse con su familia, con sus amigos y recordar tiempos pasados.
Cuando Chris Vaughn vuelve, se encuentra con un viejo amigo de su infancia, su rival del colegio (Jay Hamilton), a continuación juegan un partido de fútbol americano los amigos de Chris contra los de Jay. A mitad de este partido, Chris se da cuenta de un detalle importante, su sobrino está en la grada del campo de fútbol americano con sus amigos, los cuales consumen drogas. Durante el partido, Chris recibe una entrada muy agresiva a la altura de la rodilla izquierda, la cual tenía lastimada. A consecuencia de esta entrada y otro acto antideportivo contra su compañero de equipo e íntimo amigo de la infancia (Ray), pierden el partido. Cuando Chris está con Ray vendándose la rodilla herida, aparece Jay que le ofrece visitar su casino. Chris acepta la invitación y se lleva consigo a todos sus amigos. Allí en el casino, se da cuenta de que las cosas en su pueblo han cambiado mucho ya que ahí dentro descubre un mundo de prostitución, drogas, timos, etc.
En el casino les invitan a la sala vip donde les regalan un estriptis. Se da cuenta de que la prostituta que hacía el estriptis es una conocida suya de toda la vida.
En una de las partidas que uno de sus amigos está jugando, se percata de que le están engañando. El crupier tiene el dado trucado. Al darse cuenta de ello, decide jugárselo todo al número trucado y cae ese mismo número, pero no se le concede el dinero conseguido. Al estar llamando la atención y provocando un altercado, en el casino aparece el equipo de seguridad que intenta reducirle. Pero él, experto en lucha, se rebela contra ellos y comienza una pelea en la cual queda inconsciente a consecuencia de un duro golpe en la cabeza con la culata de una pistola. Una vez despierto, aparece en una habitación del casino, donde le hieren de muerte con un cuchillo. Chris, debido a esta disputa, acaba realmente malherido y en el hospital. Cuando le dan el alta pasa mucho tiempo en el sofá de su casa reponiéndose hasta estar otra vez en plena forma.
Un día, la madre de Chris recibe una llamada de la policía. Se trata del sobrino de Chris. Al enterarse, Chris se dirige al lugar donde estaba su sobrino, y lo encuentra en una camilla que subían a la ambulancia. En ese momento la hermana de Chris le comunica que se lo llevan al hospital a causa de haber consumido speed. Uno de los amigos del sobrino de Chris le dice que la droga la venden los agentes de seguridad del casino y Chris, al enterarse de ello, en un momento de rabia acude a su casa a por la escopeta y se dirige al casino. Cuando se dispone a entrar en el casino con la escopeta se da la vuelta y vuelve a su furgoneta, deja la escopeta y coge un gran palo de madera. Una vez con el palo entra en el casino y uno por uno va peleando con todos los agentes de seguridad del casino. Cuando están ya reducidos, Chris lanza el palo contra la ventana donde estaba Jay y este le sentencia la guerra.
A causa de este hecho, Chris se ve obligado a ir a juicio. En este juicio enseña las heridas recibidas en la tortura que le hicieron en el casino y sale como ganador. A consecuencia de ello, se convierte en el sheriff de la ciudad y su amigo Ray es su compañero de trabajo.
Una vez que se dedican a este trabajo, se encargan de limpiar las calles de drogas y encuentran a uno de los amigos de su enemigo Jay, al cual le encuentran droga y le destrozan el coche para humillarlo y para buscar droga. Tras destrozar su coche, lo llevan a la cárcel, y se queda allí bajo la supervisión de Chris. Ray se queda en casa de Chris para proteger a su familia. Michelle aparece para decirle a Chris que ha dejado el trabajo del casino, cenan juntos y pasa la noche con él. Por la mañana, los secuaces de Jay atacan la cárcel y la casa de Chris. Finalmente, tanto él como Ray salen victoriosos del encuentro. Chris, furioso, va en busca de Jay, que sabe que se encuentra en el aserradero ya que durante el tiroteo ocurrido en la cárcel, el amigo de Jay ha confesado el lugar donde escondían el laboratorio.
Cuando le encuentra, comienzan a pelearse hasta llegar al bosque, donde Chris vence a Jay, quien es detenido y acaba en la cárcel. El casino es clausurado y el aserradero vuelve a abrir sus puertas, dando trabajo de nuevo a sus antiguos empleados.

## Personajes
- Chris Vaughn (Dwayne Johnson): Sargento de las fuerzas especiales ya retirado, vuelve a su ciudad natal para recordar viejos tiempos. La trama comienza cuando se encuentra con su rival de colegio (Jay Hamilton), contra el que juega un partido de fútbol americano del que sale perdedor. Jay le invita a su casino y cuando está en él descubre que les están engañando y empieza a investigar.
- Jay Hamilton (Neal McDonough): El antagonista de la película, vive en el pueblo desde que nació. Ahora ya adulto, ha cerrado el aserradero, el único lugar de ingresos de la zona, y ha abierto en su lugar un casino del que él es dueño. Es la única forma de ingresos del pueblo, por lo que nadie quiere que sea cerrado, ni quieren saber si los negocios que allí se hacen son fraudulentos o no.
- Deni: La chica (Ashley Scott). Chris la reconoce en el casino donde trabaja como stripper. Cuando sus miradas se cruzan se enamoran. Al final acaban juntos Chris y ella.
- Ray (Johnny Knoxville): El amigo ingenioso de Chris. Se conocen desde la infancia, y se reencuentran después de muchos años. Se ha convertido en un exconvicto, pero ya ha sido reinsertado y trabaja como peón en una obra. Después del jaleo montado en el casino y de que Chris sea nombrado sheriff, este vuelve a su trabajo. Chris vuelve para pedirle ayuda, y aunque le dice que no, al final le ayudará.
- Sr. y Sra. Vaughn: Los padres de Chris. Residen en el pueblo.
- Michael Bowen: El sheriff del pueblo. Es corrupto y le retiran el cargo tras la elección de Chris como nuevo sheriff.
- Pete: Es el sobrino de Chris. Cuando Chris ve a su sobrino inmerso en el mundo de las drogas, comienza a encajar fichas hasta llegar a Jay.

## Escenarios
Los escenarios de esta película están basados en un pequeño pueblo de Washington ( Kitsap Country), mientras que la película está basada en la vida de Buford Pusser. En algunas escenas de calles o ferris Kevin Bray ha utilizado algunos pueblos de la Columbia Británica y un pequeño pueblo del norte de Vancouver, Squamish.

## Rodaje
La película ha sido rodada en cuatro lugares diferentes pero del mismo país, Canadá, los cuales fueron Richmond, Sea to Sky Corridor, Squamish y Vancouver.
Además de estos, también se ha rodado en Estados Unidos, aunque son estos cuatro lugares en donde más desarrollo tiene la trama.

## Precedentes
La historia se basa en unos sucesos ocurridos con anterioridad en Adamsville (Tennessee), en los cuales, el sheriff Buford Pusser puso en orden su pequeño pueblo.
Esta película es una secuela de otra con en mismo nombre, rodada en 1973. Esta si está rodada en el verdadero pueblo en el que sucedieron los hechos, y utiliza los mismos nombres de la historia original.

## Secuelas
Dos secuelas siguieron a esta versión de 2004: Walking Tall: The Payback, y Walking Tall: Lone Justice. Estas dos tienen como protagonista al mismo actor entre ellas (Kevin Sorbo), pero no lo comparten con la primera. Cuentan la historia desde otra perspectiva. Las dos salieron directamente en video o DVD, pero no están relacionadas entre ellas.

## Premios y nominaciones
En 2004 fue nominada para los premios Teen Choice y en 2005 para los World Stunt.
- Datos: Q919363